# 이사정
이사정(伊佐町)은 일본 야마구치현 미네군에 설치되었던 정이다. 현재의 미네시의 일부에 해당한다.